# Kawuneeche Valley
La Kawuneeche Valley – ou Coyote Valley – est une vallée formée par le fleuve Colorado dans l'État du Colorado, aux États-Unis. Située dans le comté de Grand, elle est protégée au sein du parc national de Rocky Mountain.
La vallée abrite de nombreux sentiers de randonnée, parmi lesquels le Coyote Valley Trail, le long du Colorado.